# Ambacourt
Ambacourt è un comune francese di 292 abitanti situato nel dipartimento dei Vosgi nella regione del Grand Est.
È attraversato dal fiume Madon.

## Società

### Evoluzione demografica
Abitanti censiti